# 2019年爆米花棒球聯盟
2019年爆米花棒球聯盟，是由中華民國棒球協會主辦的第四屆爆米花棒球聯盟，共有10支球隊參賽，最終臺北興富發獲得總冠軍，並由外野手伊斯坦大·比力安拿下本屆MVP。

## 賽制
- 採九局制，並採突破僵局制。
- 預賽：採雙循環賽制，採不保留、不補賽方式；若至第12局結束無法分出勝負時，和局結束。
- 決賽：取預賽成績分組，第一名至第四名、第五名至第八名採雙敗排名制；均分出勝負為止。
- 突破僵局制：
  - 在正規局數（9局）結束後仍無法分出勝負時，進入延長賽（第10局）起採用。
  - 攻方從無人出局一、二壘有人開始進攻。
  - 第10局之後，沿用前一局打序。
  - 其餘任何的代跑或代打將按照既有的規定進行。
- 決賽如遇連續下雨延誤賽程時，大會有權決定更改比賽方式。

## 各隊登錄球員

### 合作金庫棒球隊
總教練：許順益
教　練：王燕國、洪煒杰、林加祐
投　手：夏　忞、朱誥鎮、吳昇峰、唐嘉駿、高耀佐、何家榮、許凱翔
　　　　馬駿威、賴柏瑋、王政浩、黃騰宥、張凱軍、黃健隆、鄭嘉明
捕　手：張力軒、潘柏全、吳松勳、黃佳瑋
內野手：林　瀚、蘇偉銓、陳智輝、高育瑋、陳毅宏、楊先賢
外野手：柯景瀚、馬文修、楊振裕、陳孝允、何祖韋、楊志翔

### 台灣電力棒球隊
總教練：李盈南
教　練：鄭竣哲、莊智捷
投　手：徐昇暉、劉智銚、謝柏賢、蔡偉凡、李子揚、范孟晨、王宗豪
　　　　王翔鷹、林冠翰、朱添明、鍾瀚霖、李岳川、鄭至軒
捕　手：陳瑞慕、林軒逸、程正達、黃韋銘
內野手：范孟傑、謝榮展、蕭帛庭、廖俊凱、陳偉志、李育全、黃彥賓
外野手：林　柱、蔡智榆、戴如量、陳彥穎、李冠賢、黃鈺程

### 綺麗珊瑚棒球隊
總教練：謝承勳
教　練：黃鈞瑜、楊清瓏
投　手：黃峻豪、楊成源、胡智淞、黃競傑、林伯彥、黃佳偉、藍振維
　　　　黃永浦、簡名駿、彭宣瑋、洪安生、侯青昀、徐銘澤
捕　手：許晏禎、黃智榮、高宇豪
內野手：陳偉宏、陳　昊、陳皓瑋、林漢龍、陳少偉、張育豪、胡志文
　　　　簡煜勳、李學威、何俊賢
外野手：蔡恩君、陳明祥、林勝凱、湯凱焜

### 安永鮮物棒球隊
總教練：吳思賢
教　練：羅國璋、李金龍
投　手：鄭智鴻、蘇哲民、林志穎、Edward Cruz、葉謦瑋、蔡易廷、黃勝雄
　　　　鄭文豪、趙璟榮、許吉仁、何少鏞、田代大輝、高塩將樹
捕　手：凃佳鴻、陽忠辰、曾俊龍
內野手：姜建銘、林志祥、林雨力、馮子峻、潘宏翔、王仁豪、王薪權、李承恩
外野手：黃義坤、劉鎰嘉、陳皓禎、森育彬、王榆銓

### 台中市台灣人壽成棒隊
總教練：廖剛池
教　練：王子菘
投　手：林浩瑋、林耀駿、鍾博臣、吳逸平、楊尊凱、徐士軒、蔣李威
　　　　許少綸、林慶隆、謝睿鴻、相澤健勝、長江翔太
捕　手：魏嘉甫、李昱德、張嘉顯
內野手：黃明真、劉信宏、楊家勝、李聖弘、蔣宗成、林奐宇、楊承駿、杜文孝
外野手：陳敏賜、林順吉、林嘉玟、李嘉榮、楊明杰、彭名宇、潘俊宇

### 台北興富發棒球隊
總教練：呂明賜
教　練：吳復連、李安熙、陳宗宏、黃欽智
投　手：蘇俊榮、林宇祥、蔡松嶧、陳韋霖、呂明杰、賴清榮、蔡子凡
　　　　傅韋傑、林健傑、方冠森、林銘謙、黃文鈺、尤士晉、林瑋滐
捕　手：郭宗尉、黃昱豪、蔡瑋泰
內野手：邱珈麒、陳弘諺、陳宥忠、詹銘修、顏聖賢、蔡明覺、高　杰、羅　堃、何昱德
外野手：黃家偉、廖柏勳、伊斯坦大·比力安

### 新北市成棒隊
總教練：周正雄
教　練：呂祐華、蔡家宏
投　手：葉詠捷、王駿昊、徐彩筌、楊翔皓、胡臻典、吳仁傑、石弘傑
　　　　俎品辰、林詩堯、李承壅、高楚威、吳俊文
捕　手：詹竣翔、趙明在
內野手：王谷帆、李品叡、劉任傑、劉士綱、陳俞翔、郭福凱、丁朝原
外野手：曹家淵、李君國、林鴻偉

### 桃園航空城棒球隊
總教練：蔡榮宗
教　練：李明進、施翔凱
投　手：何嘉慶、江泗洋、鄭祐豪、王鵬斐、翁緯喬、賴威誠、蔡瀚霆
　　　　廖志憲、江信德、張賢智、蘇稚程、葉秀華、王恩皓、李明進
捕　手：張文合、許皓凱、梁　恩、廖俊霖、蘇柏翰
內野手：黃子軒、林　翰、吳柏毅、郭銘仁、黃飛鴻、陳昱銘、鄭展誠
外野手：陳喆閎、陳　瑋、徐子峻

### 臺南市成棒隊
總教練：張文宗
教　練：吳家輝、許峰賓、沈福仁
投　手：翁偉迪、佟百聖、李峻旗、彭宇豪、金家威、洪羚原、陳勁維、黃宗龍、林麒豪、林丹盛
捕　手：林以哲、蔡孟修、吳旭堡
內野手：王偉傑、楊子翔、王于文、黃玉璽、謝富仲、黃伯楷、林家岳、王品棋、羅昶煜、蕭秉廉
外野手：曾子豪、郭冠辰、黃裕翔、楊瑞華、趙品惟、李威達

### 大學培訓隊

#### A組
總教練：陳炫琦
教　練：鄧蒔陽、曹竣崵、林衛宣
投　手：郭俊佑、陳亞呈、李承風、藍愷青、姚杰宏、王泓勛、林瑞祥
　　　　蔡昕紘、陽杰恩、尤明勝、劉俊佑、邱奕霖、張竣凱、巴青少
內野手：曾翰宇、王泓逸、莊韋恩、許哲晏、余偉程、翁耀宗、董秉軒、黃韋盛
外野手：高聖恩、吳承憲、葉浚琳、郭玟毅、曾宸佐

#### B組
總教練：陳炫琦
教　練：鄧蒔陽、曹竣崵、林衛宣
投　手：陳柏均、羅聖凱、陽尚衛、郭子銓、黃峻億、余　謙、吳皓禎
　　　　許峻暘、林逸達、潘奕誠、許育銘、潘承邦、吳思佑、劉林志凱
捕　手：陳宏祐、蘇煒智、徐威程
內野手：姚品浤、陳聖賢、張文賢、林志綱、顏郁軒、潘　飛、葉仲益、哈睨·吉路
外野手：邱　辰、吳振曄、顏國晉、黃家誠、周佳樂
- 由於爆米花聯盟球季長達兩個月，期間又與大專棒球聯賽公開組一級撞期，因此分為A、B兩組名單做替換

## 例行賽成績
| 排名 | 隊伍       | 應賽 | 出賽 | 取消 | 勝 | 敗 | 勝率  |
| ---- | ---------- | ---- | ---- | ---- | -- | -- | ----- |
| 1    | 台北興富發 | 18   | 17   | 1    | 13 | 4  | 0.765 |
| 2    | 安永鮮物   | 18   | 16   | 2    | 12 | 4  | 0.750 |
| 3    | 台灣電力   | 18   | 16   | 2    | 12 | 4  | 0.750 |
| 4    | 合作金庫   | 18   | 17   | 1    | 10 | 7  | 0.588 |
| 5    | 台南市     | 18   | 18   | 0    | 10 | 8  | 0.556 |
| 6    | 台中台壽保 | 18   | 18   | 0    | 7  | 11 | 0.389 |
| 7    | 大學培訓   | 18   | 16   | 2    | 6  | 10 | 0.375 |
| 8    | 新北市     | 18   | 17   | 1    | 6  | 11 | 0.353 |
| 9    | 桃園航空城 | 18   | 17   | 1    | 5  | 12 | 0.294 |
| 10   | 綺麗珊瑚   | 18   | 16   | 2    | 3  | 13 | 0.188 |

## 季後賽成績

### A組（第一至第四名排名賽）
| 日期         | 場次 | 時間  | 主隊       | 比數 | 客隊       | 場地 | 勝投   | 敗投     | 救援   | 勝利打點        | 全壘打 | 備註 | 轉播 |
| ------------ | ---- | ----- | ---------- | ---- | ---------- | ---- | ------ | -------- | ------ | --------------- | ------ | ---- | ---- |
| 01/03 星期五 | A01  | 09:00 | 台北興富發 | 4：3 | 合作金庫   | 天母 | 蔡松嶧 | 吳昇峰   |        | 羅 堃           | 吳界煌 | 10局 |      |
| 01/03 星期五 | A02  | 13:00 | 安永鮮物   | 2：9 | 台灣電力   | 天母 | 王宗豪 | 高塩將樹 |        | 陳偉志          |        |      |      |
| 01/04 星期六 | A03  | 09:00 | 合作金庫   | 6：5 | 安永鮮物   | 天母 | 吳昇峰 | 鄭文豪   |        | 陳智輝          |        | 10局 |      |
| 01/04 星期六 | A04  | 13:00 | 台北興富發 | 3：0 | 台灣電力   | 天母 | 林宇祥 | 蔡偉凡   | 尤士晉 | 吳界煌          |        |      |      |
| 01/05 星期日 | A05  | 09:00 | 台灣電力   | 4：5 | 合作金庫   | 天母 | 何家榮 | 王翔鷹   | 唐嘉駿 | 黃佳瑋          |        |      |      |
| 01/06 星期一 | A06  | 13:00 | 台北興富發 | 1：3 | 合作金庫   | 天母 | 高耀佐 | 林瑋滐   | 何家榮 | 柯景瀚          |        |      |      |
| 01/07 星期二 | A07  | 13:00 | 合作金庫   | 2：5 | 台北興富發 | 天母 | 尤士晉 | 吳昇峰   | 蔡松嶧 | 伊斯坦大·比力安 |        |      |      |

### B組（第五至第七名排名賽）
| 日期         | 場次 | 時間  | 主隊       | 比數  | 客隊       | 場地 | 勝投   | 敗投   | 救援   | 勝利打點 | 全壘打 | 備註 | 轉播 |
| ------------ | ---- | ----- | ---------- | ----- | ---------- | ---- | ------ | ------ | ------ | -------- | ------ | ---- | ---- |
| 01/03 星期五 | B01  | 09:00 | 新北市     | 4：6  | 桃園航空城 | 立德 | 江信德 | 徐彩筌 | 鄭祐豪 | 林 翰    | 李君國 |      |      |
| 01/04 星期六 | B02  | 09:00 | 台南市     | 3：10 | 桃園航空城 | 立德 | 翁緯喬 | 李峻旗 |        |          | 鄭展誠 |      |      |
| 01/05 星期日 | B03  | 09:00 | 台南市     | 6：3  | 新北市     | 立德 | 林丹盛 | 吳仁傑 | 黃宗龍 | 黃裕翔   | 蕭秉廉 |      |      |
| 01/06 星期一 | B04  | 09:00 | 桃園航空城 | 7：3  | 台南市     | 立德 | 王鵬斐 | 林麒豪 | 鄭祐豪 |          |        |      |      |

## 最終排名
| 排名 | 隊伍       |
| ---- | ---------- |
| 金牌 | 臺北興富發 |
| 銀牌 | 合作金庫   |
| 銅牌 | 台灣電力   |
| 4    | 安永鮮物   |
| 5    | 桃園航空城 |
| 6    | 台南市     |
| 7    | 新北市     |
| 8    | 台中台壽保 |
| 9    | 大學培訓隊 |
| 10   | 綺麗珊瑚   |

## 獎項

### MVP
| 球員            | 所屬球隊   |
| --------------- | ---------- |
| 伊斯坦大 比力安 | 臺北興富發 |

### 個人獎項
| 獎項     | 球員   | 所屬球隊   |
| -------- | ------ | ---------- |
| 打擊獎   | 姜建銘 | 安永鮮物   |
| 打點獎   | 陳宥忠 | 臺北興富發 |
| 全壘打獎 | 范孟傑 | 台灣電力   |
| 投手獎   | 范孟晨 | 台灣電力   |
| 教練獎   | 呂明賜 | 臺北興富發 |

## 外部連結
- 2019年爆米花棒球聯盟在台灣棒球維基館上的頁面（繁體中文）
- 2019年爆米花棒球聯盟（页面存档备份，存于）